# Balneari Forns
El Balneari Forns és una obra de Caldes de Montbui (Vallès Oriental) inclosa a l'Inventari del Patrimoni Arquitectònic de Catalunya.

## Descripció
És un edifici entre mitgeres que consta de baixos i quatre plantes. Ha sofert diverses ampliacions i modificacions al llarg del temps. En l'actualitat les plantes superiors són habitatges i només s'utilitza la galeria de banys.
L'edifici data de finals del segle xix. Era una casa de banys situada a mig carrer de Forn (davant del carrer Madella). El Banc Popular de Barcelona l'havia adquirit abans de 1915 a Antònia Samsó, vídua de Forns. Fa uns anys va ser comprada per un altre establiment, Termes Victòria, i actualment només romanen obertes les instal·lacions de banys. Recentment les antigues habitacions s'han reconvertit en habitatges particulars.